# 五十嵐充
五十嵐 充（いがらし みつる、1969年5月17日 - ）は、日本の音楽家、音楽プロデューサー。本名同じ。愛称はイガちゃん、イガピー。エイベックス・マネジメント（旧：エイベックス・エンタテインメント）所属。元Every Little Thingのリーダー兼サウンド・プロデューサー。血液型はA型。神奈川県横浜市出身。身長172cm。既婚。

## 来歴
幼稚園から中学1年生の時までエレクトーンを習っていた。中学初期はTHE BEATLES、THE MONKEESらの楽曲に夢中になり、洋楽にはまるきっかけになったという。その後はギターにのめりこみ、中学3年生の終わり頃からはアマチュアバンドを組むようになる。その頃にはHR/HM系バンドを聴くようになった。高校は横浜高等学校に在籍し、ディスコで聴いたサマンサ・ジルズの楽曲からユーロビートに衝撃を受ける。この頃、自身の周りにギター上級者が数多くいたため、ギターを諦め再び鍵盤楽器に集中するようになる。横浜高等学校を卒業後、明治学院大学に入学するが、在学中に音楽活動に専念したため除籍になっている。
20歳の時、「エイベックス」創業者の一人である松浦勝人が当時経営していた株式会社ミニマックスの貸レコード店「友&愛」上大岡店でアルバイトとして勤務していた。これが縁で松浦と親交を深めていった。後に「友&愛」上大岡店の最後の店長となる。その後、「友&愛」上大岡店が駅前再開発のためプレハブに移された後、自身もバンド活動を優先するために店長を辞めている。
23～24歳の時（1993～1994年頃）バンド活動に行き詰まり、松浦の伝手により「エイベックス」の制作子会社「プライム・ディレクション」のレコーディングスタジオ「プライム・サウンド・スタジオ青山」の夜中の電話番のアルバイトをしながら音楽プロデューサーを志し、音楽創作を始める。その後1995年、「エイベックス・ディー・ディー」のディレクターが、のちにEvery Little Thingのボーカルとなる当時17歳の持田香織をスタジオに連れて来て、五十嵐に持田の声を使ってデモテープをつくることを勧めた。その後、持田の高校卒業をもってデビューの話が進み、松浦勝人が五十嵐もユニットとして表舞台に出ることを勧めている。これはかつて小室哲哉の「プロデューサーは一度表舞台に立つと色々と経験になる」との助言を参考にしたものである。Every Little Thingデビュー1ヶ月前に、かつて共にバンドを組んでいた伊藤一朗をユニットに誘う。
1996年8月、持田香織（ボーカル、作詞）、伊藤一朗（ギター、作曲・編曲）と共に、Every Little Thingのリーダー兼サウンド・プロデューサー、キーボード・プレイヤー、作詞・作曲・編曲担当として、シングル「Feel My Heart」でavex trax（エイベックス・ディー・ディー）からCDデビュー。Every Little Thingでは、数曲を除いてほとんどの楽曲の作詞・作曲・編曲を担当した。Every Little Thingの活動と並行して、大橋利恵（後に大橋りえへ改名）、奥菜恵、観月ありさらへの楽曲提供、プロデュースを行った。
2000年3月に作曲・編曲及びプロデュース活動に専念するためにEvery Little Thingを脱退した。脱退後は、dreamなどに楽曲を提供した後、2002年から2005年までバンドday after tomorrow(dat)のサウンド・プロデューサーを務めた。
2005年にdatが活動を休止した後は寡作となっている。1年以上メディアに一切登場しないこともあり、特に、2005年秋から2008年初頭までは一切メディアに登場していなかった他、2010年4月以降後述のブログ更新を除き再度メディアへの露出がなくなっている。
datの活動停止直後の動向については謎に包まれていたが、2008年から2009年になってブログやメディアの取材によってこの時期RUSHMOREという名の新グループを結成し、そのデビューのために必要な準備をしていたと明らかにされている。RUSHMOREではサウンド・プロデューサーを務めており、正式デビューを前に、2009年より自身が作詞・作曲した楽曲『恋情（おもい）』の先行プレ配信を行った。
2009年、9年ぶりにELTに楽曲提供を行った。同年のa-nationにも参加した。12月23日、RUSHMOREがCDデビューを果たす。2010年3月28日に東京国際フォーラムで開催された、Every Little Thing Concert Tour 2009〜2010 “MEET”の追加最終公演のアンコールにサプライズゲストとして参加。その後は、2011年8月8日のブログで前日に他界したジョー山中の追悼のコメントをしたのを除き目立った活動がなかった。そのブログは2010年3月の更新のあと1年半に渡って更新が途切れていたということもあって反響も小さくなかったが、その後一切更新が行われないまま、2013年秋頃削除された。その更新分の中で自らの母親と山中が同級生であったことを明かした。
2012年、girl next doorの新曲に参加することが発表された。
2014年4月7日、同年2月7日に他界した東京プリンの牧野隆志を送る会に参加。久しぶりに公の場に姿を現し、持田と伊藤と並ぶ姿が公開された。同年には『Time goes by』がJASRAC賞の銅賞を受賞。授賞式に参加した。
2015年6月、a-project avex GIRL’S VOCAL AUDITIONで審査員を務めることが発表された。
2019年8月28日、中野サンプラザホールで開催されたEvery Little Thing 23rd Anniversary Concertのアンコールにサプライズゲストとして参加。ライブゲストとしては持田と伊藤との共演は約9年半ぶりであり、前述の送る会以来でも約5年ぶりとなる。

## 人物
- 来歴にもあるとおり、HR/HMなどの洋楽バンドに精通しており、ブログでよく話題にしている。『BURRN!』を創刊号から買っていた。
- 現在はギターを続けておらず、現在は数本しか持っていないが、一時期90本近くあった。所有モデルはストラトキャスター フェスタ・レッド、レスポール・カスタム、J-200など。
- 漫画が好きなようで、ブログにアニメDVDの写真を掲載している。代表的なものに『あしたのジョー』、『銀河鉄道999』などがある。ブログのプロフィールにある、好きだった漫画のランキングでは1位『らんぽう』、2位『マカロニほうれん荘』、3位『陽あたり良好!』としている。
- 好きなドラマ、映画についてブログの中でコメントを書くこともある。代表例として『宮本武蔵』、『アマデウス』、『ぼくの妹』が挙げられる。
- ハーレーダビッドソンを保有しており、ブログにも写真を載せているが、ほとんど乗っていないとのこと。本人はハーレーをファッションとしている。
- ミニチュア・ダックスフンドの「たまお」（レッド）、「ぼぼ」（チョコタン・パイボールド）の2匹（両方共オス）を飼っている。
- 2008年12月のELTのコンサートの打ち上げに際してメンバーと久しぶりに対面している。伊藤一朗との関係については、同年7月9日付のブログにおいて触れられていたが、持田との関係については触れられていなかった。7月9日のブログに登場するマッシーさん（林真史）は五十嵐脱退後2001年秋-2014年末までのキーボード奏者で現在はELTのサポートから離れている。
- 中村錦之助のファンである事をブログで公言している。
- 小室哲哉、五十嵐の両方の楽曲を歌っている浜崎あゆみの紹介本のなかで小室ブームを終焉に導いた人物として紹介されている。
- ブログの更新を始めたのは、RUSHMOREの結成を公表した2008年からである。かつてはAmebaにブログを開設していたが、2009年3月11日からは、独立したブログを立ち上げている。一時は1か月に2回ぐらいの頻度で更新していたが、2010年3月13日に更新した後1年5か月に渡って更新が途切れ、前述の通り2011年8月8日にブログを更新している。
- avex創業者の松浦勝人を恩師として尊敬しており、Every Little Thingがデビューする前に「お前売れたら（俺に）フェラーリ買えよ？」と冗談で言われたが、実際に松浦の誕生日会でフェラーリ・F40のキーを手渡した。松浦はビックリしながらも「いいよお前、こんな凄い車・・・貰えないよ。」と遠慮したが、五十嵐は「いや専務、僕は松浦さんの誕生日にフェラーリをプレゼントする事が、僕の夢だったんです。貰って下さい。」と語っており、松浦も今まで他人から貰ったプレゼントの中で一番嬉しくて一番印象に残っており、単なる地元の先輩・後輩や上司と部下の関係を越えた仲の良さがうかがえる[4][5]。
- 横浜高等学校の同級生にお笑いタレントの山崎まさやがいる[6]。

## 主な作品

### Every Little Thing
- Feel My Heart（作曲・作詞・編曲）
- Future World（作曲・作詞・編曲）
- Season（作曲・作詞・編曲）
- Dear My Friend（作曲・作詞・編曲）
- Here and everywhere（作曲・編曲）
- 二人で時代を変えてみたい（作曲・編曲）
- たとえ遠く離れてても...（作曲・作詞・編曲）
- Looking Back On Your Love（作曲・作詞・編曲）
- Never Stop!（作曲・編曲）
- I'll get over you（作曲・作詞・編曲）
- For the moment（作曲・作詞・編曲）
- 出逢った頃のように（作曲・作詞・編曲）
- Shapes Of Love（作曲・作詞・編曲）
- Face the change（作曲・作詞・編曲）
- Time goes by（作曲・作詞・編曲）
- 今でも...あなたが好きだから（作曲・作詞・編曲）
- Old Dreams(Instrumental)（作曲・編曲）
- モノクローム（作曲・作詞・編曲）
- Hometown（作曲・作詞・編曲）
- All along（作曲・編曲・共同作詞）
- True colors（作曲・作詞・編曲）
- FOREVER YOURS（作曲・作詞・編曲）
- NECESSARY（作曲・作詞・編曲）
- Over and Over（作曲・作詞・編曲）
- Someday, Someplace（作曲・作詞・編曲）
- キモチ（作曲・編曲）
- Dedicate(Instrumental)（作曲・編曲）
- Pray（作曲・作詞・編曲）
- Get Into A Groove（作曲・作詞・編曲）
- sure（共同作曲・共同編曲）
- Reason（作曲・共同作詞・共同編曲）
- Just be you（作曲・共同作詞・共同編曲）
- The One Thing（作曲・作詞・編曲）
- Rescue me（作曲・作詞・編曲）
- Smile Again（作曲・編曲・共同作詞）
- Who cries for me?(Pray Reprise)（作曲・編曲）
- DREAM GOES ON（作曲・共同編曲）
- spearmint（作曲・作詞・共同編曲）
- 冷たい雨（作曲・共同編曲）
- (They Long To Be) Close To You(カバー曲)(共同編曲)
- Change（作曲・共同編曲）
- 青い煌めき(作詞・作曲・共同編曲)
- 忘れえぬ人(共同編曲)
- 12ヶ月(作詞・共同編曲)
- 真夜中のハイウェイ(作曲・共同編曲)
- スケッチブック(作詞・作曲・共同編曲)
- 蓮 -れん-(作曲・共同編曲)

### dream
- reality（編曲）
- Believe in you
- Pieces Of A Dream
- 君といた空
- 『パズル』
- Precious Heart（長谷部優）
- 「NeverMore」（松室麻衣）
- Answer

### 大橋りえ（大橋利恵）
- Shiny Lucky Lady（作曲・作詞・編曲）
- Everybody, Shake Up!（作曲・作詞・編曲）
- Close To You（作曲・作詞・編曲）
- Prologue《Instrumental》（作曲・編曲）
- Sleepless Summer（作曲・編曲）
- 今日はHoliday（作曲・編曲）
- Believin' In Your Love（作曲・編曲）
- Someone loves you《Instrumental》（作曲・編曲）
- Walkin' In The Hard Rain（作曲・作詞・編曲）
- 夏の果てには（作曲・編曲）
- Let's Make Love（編曲）
- Release myself（作曲・編曲・共同作詞）
- Inside You（作曲・編曲・共同作詞）
- 君のいる街（作曲・編曲）
- ゴメンネ（作曲・編曲）
- Ask for me（作曲・編曲）
- Turn Into Love（作曲・編曲・共同作詞）

### day after tomorrow
- gradually
- after all...
- wind flower 〜spring ephemeral〜
  - 作曲は上記3曲のみ。その他ほとんどの楽曲の編曲を担当。

### girl next door
- signal（編曲）
- プレシャスフレンド（編曲）
- all my life（編曲）
- so pleasure（編曲）
- standing for you（編曲）
- 告白（編曲）
- 笑顔の軌跡（編曲 五十嵐充&girl next door）
- 恋の予感（編曲 ats-&girl next door、五十嵐充）
- 涙の夕暮れ（編曲 五十嵐充&girl next door）
- my little wish（編曲 五十嵐充&girl next door）
- 初雪（編曲 五十嵐充&girl next door）
- kotodama（編曲 ats-&girl next door、五十嵐充）
- My pace（編曲 五十嵐充&girl next door）
- mother（編曲 五十嵐充&girl next door）

### RUSHMORE
- 恋情（おもい）
作曲・作詞を担当

### その他
- Walking  / 藤村陽子（Every Little Thing『The One Thing』の原曲）
- FRIEND II / 浜崎あゆみ
- 今でも...あなたが好きだから / 奥菜恵（のちにEvery Little Thingがカバー）
- Don't You Worry / panache（IGGY名義、Every Little Thing『キモチ』の原曲）
- Needing You / panache
- I'll be with you / MAX
- Days / 観月ありさ
- Hide-away / AAA
- 僕らは強くなれる。 / 安斉かれん（作曲・編曲）